# Baba Tchagouni
Baba Tchagouni (ur. 31 grudnia 1990 w Lomé) – togijski piłkarz występujący na pozycji bramkarza w drużynie FC Marmande 47.

## Kariera klubowa
Baba Tchagouni od lipca 2007 roku występował w drużynie FC Martigues. W sezonie 2007/2008 rozegrał dwa spotkania ligowe. W kolejnym sezonie grał już w 4 meczach. 1 lipca 2009 podpisał kontrakt z zespołem Dijon FCO, jednak później występował w rezerwach tego klubu. W 2015 roku przeszedł do FC Marmande 47.
| Sezon   | Klub           | Kraj    | Rozgrywki | Mecze | Bramki | Rozgrywki Europy | Mecze | Bramki |
| ------- | -------------- | ------- | --------- | ----- | ------ | ---------------- | ----- | ------ |
| 2007/08 | FC Martigues   | Francja | National  | 2     | 0      | -                | -     | -      |
| 2008/09 | FC Martigues   | Francja | CFA       | 4     | 0      | -                | -     | -      |
| 2009/10 | Dijon FCO      | Francja | Ligue 2   | 0     | 0      | -                | -     | -      |
| 2010/11 | Dijon FCO      | Francja | Ligue 2   | 2     | 0      | -                | -     | -      |
| 2011/12 | Dijon FCO B    | Francja | CFA 2     | ?     | 0      | -                | -     | -      |
| 2012/13 | Dijon FCO B    | Francja | CFA 2     | 1     | 0      | -                | -     | -      |
| 2015/16 | FC Marmande 47 | Francja | CFA 2     | 22    | 1      | -                | -     | -      |

Stan na: koniec sezonu 2015/2016

## Kariera reprezentacja
Tchagouni grał w reprezentacji, podczas Mistrzostw Świata do lat 17 w 2007 roku. W dorosłej reprezentacji zadebiutował 1 listopada 2009 roku, podczas meczu eliminacyjnego do Mistrzostw Świata 2010 przeciwko Gabonowi. Był również powołany na Puchar Narodów Afryki 2010, jednak Togo zostało z niego ostatecznie wycofane, z powodu ataku na ich autokar.